# NGC 3626
NGC 3626 (ook: NGC 3632) is een spiraalvormig sterrenstelsel in het sterrenbeeld Leeuw. Het hemelobject werd op 22 februari 1784 ontdekt door de Duits-Britse astronoom William Herschel.

## Synoniemen
- UGC 6343
- MCG 3-29-32
- ZWG 96.29
- PGC 34684
- Caldwell 40